# Congochromis
Congochromis es un género de peces de la familia Cichlidae. Es originario de las cuencas fluviales de África Central.

## Especies
Actualmente hay cinco especies reconocidas en este género:
- Congochromis dimidiatus (Pellegrin, 1900)
- Congochromis pugnatus Stiassny & Schliewen, 2007
- Congochromis robustus Lamboj, 2012
- Congochromis sabinae (Lamboj, 2005)
- Congochromis squamiceps (Boulenger, 1902)